# Löwenzahn
Löwenzahn (vert. Paardenbloem) is een informatieve Duitse (kinder)televisieserie van de ZDF. De serie begon op 7 januari 1979 onder de naam Pusteblume, maar de naam werd in 1981 veranderd in "Löwenzahn" vanwege rechtenproblemen.
Tot het einde van 2005 werd de serie gepresenteerd door Peter Lustig, die zich in het begin van 2006 vanwege gezondheidsredenen uit de productie terugtrok. In oktober 2006 nam Guido Hammesfahr, onder de naam van "Frits Fuchs" de rol van presentator over.
Aan de hand van de serie zijn ook computerspelen gemaakt en 2 films geproduceerd: Die Reise ins Abenteuer en Verblüffende Entdeckung in Bärstadt.

## Doel en onderwerpen
Löwenzahn is te vergelijken met het Nederlandse televisieprogramma Het Klokhuis van de NTR, vanwege het informatieve karakter van de uitzending, dat zich met name richt op kinderen in de basisschoolleeftijd. De uitzendingen richten zich met name op het geven van informatie over de wetenschap, waaronder biologie en het deelgebied hiervan, de ecologie.
De informatie is verwerkt in een verhalende setting, met terugkerende karakters, zoals de buurman Paschulke, de tante van Peter, de zus van Frits en de hond van Frits: Keks (koekje). Deze karakters geven de hoofdpersoon aanleiding om zeer uiteenlopende onderwerpen te behandelen, zoals uitleg over dieren en culturen, gezonde voeding, zoutwinning, verkeersproblematiek en sterren.